# Баятлъ
Баятлъ, още Беятлъ или Баятли (изписване до 1945 година: Баятлѫ, на гръцки: Παγούρια, Пагурия), е село в Гърция, разположено на територията на дем Гюмюрджина (Комотини), област Източна Македония и Тракия.

## География
Селото е разположено на 14 километра югоизточно от Гюмюрджина. След 1894 година в селото започва откъсване на българското население от гърцизма и признаване на Българската екзархия.

## История
В XIX век Баятлъ е българско село в Гюмюрджинска кааза в Одринския вилает на Османската империя. Според „Етнография на вилаетите Адрианопол, Монастир и Салоника“, издадена в Константинопол в 1878 година и отразяваща статистиката на населението от 1873 година, Булат (Boulat) има 25 домакинства и 82 жители българи.
| Църковно-училищни и революционни дейци |
| Име                                    |
| -------------------------------------- |
| 1. Делчо Стойчов                       |
| 2. Марко Копаниев                      |
| 3. Сево Конапиев                       |
| 4. Георги Саманазлиев                  |
| 5. Гиню Костинков                      |

Според статистиката на професор Любомир Милетич в 1912 година в селото живеят 30 български екзархийски семейства смесени с 30 семейства турци.